# Sistema muscular

Sistema muscular, vista anterior; amb els noms d'alguns músculs anotats. Dibuix de Julien Bouglé.

Sistema muscular, vista posterior; amb els noms d'alguns músculs anotats. Dibuix de Julien Bouglé.

A l'anatomia humana, el sistema muscular és el conjunt dels més de 600 músculs del cos, la funció principal dels quals és generar moviment, tant voluntari com involuntari. Alguns dels músculs poden generar tots dos tipus de moviment, per això se solen categoritzar com a mixtes.
El sistema muscular permet que l'esquelet es mogui, mantingui la seva estabilitat i la forma del cos. Als vertebrats, es controla a través del sistema nerviós, tot i que alguns músculs com ara el cardíac, els de les artèries i intestins poden funcionar de forma autònoma. Aproximadament el 40% en pes del cos es compon de músculs. La suma del sistema muscular més el sistema ossi format pels ossos dona lloc al aparell locomotor.

## Músculs del cap
Al cap hi ha una trentena de músculs, que entre altres funcions són els responsables de l'expressió que mostra la nostra cara o de la masticació. Alguns dels més importants són:
| Múscul                                              | Acció                                         |
| --------------------------------------------------- | --------------------------------------------- |
| Frontal                                             | moure el cuir cabellut i les celles           |
| Occipital                                           | cap enrere la pell del cap                    |
| Orbicular de les parpelles                          | parpellejar                                   |
| Elevador comú de l'ala del nas i del llavi superior | aixecar el llavi superior                     |
| Zigomàtic major                                     | aixecar els angles dels llavis                |
| Zigomàtic menor                                     | aixecar els angles dels llavis                |
| Orbicular dels llavis                               | tancar i prémer els llavis                    |
| Risori o de Santorini                               | moviment lateral dels angles de la boca       |
| Quadrat del mentó o depressor del llavi inferior    | abaixar el llavi inferior                     |
| Temporal                                            | moure la mandíbula cap amunt                  |
| Buccinador                                          | moure la galta vers les dents quan es mastega |
| Masseter                                            | tancar la mandíbula                           |

## Músculs del coll
Uneixen el crani amb la columna vertebral i la part superior del cos permetent el moviment del coll. Un grup de músculs interns del coll participa en la deglució dels aliments. Alguns dels més importants són:
| Múscul                | Acció                                         |
| --------------------- | --------------------------------------------- |
| Trapezi               | inclinació del cap cap enrere.                |
| Esternoclidomastoidal | inclinació del cap endavant i el gir lateral. |
| Omohioïdal            | moviment dels ossos de la gola en empassar    |
| Escalens              | flexió del coll i intervenen en la tos        |
| Esternoclidohioïdal   | moviment dels ossos de la gola en empassar    |

## Músculs del tronc
els que permeten l'expansió i la contracció de la caixa toràcica durant la respiració.
| Múscul               | Funció                                              |
| -------------------- | --------------------------------------------------- |
| Intercostals externs | elevació de la caixa toràcica durant la inspiració. |
| Intercostals interns | contracció de la caixa toràcica en expirar.         |

## Músculs de l'extremitat superior

### Músculs de l'espatlla
Aquest grup compren els músculs relacionats amb el moviment de l'espatlla, l'articulació amb més possibilitats de moviment del cos. Alguns dels més importants són:
| Múscul                  | Acció |
| ----------------------- | --- |
| Deltoide                | moviments del braç i l'espatlla                                                                                       |
| Pectoral major          | moviment lateral del braç per davant del cos i el gir cap endins                                                      |
| Serrat anterior o major | intervé en els moviments del braç cap endavant i quan s'empeny.                                                       |
| Subclavi                | intervé en el moviment cap a baix de la clavícula                                                                     |
| Pectoral menor          | moviment de l'omòplat avall i cap endavant                                                                            |
| Infraespinós            | girar els braços cap a fora del cos i estabilitza les articulacions de l'espatlla.                                    |
| Rodó major              | moviment del braç cap endins i cap enrere a més de participar en l'estabilització de les articulacions de l'espatlla. |
| Dorsal ample            | moviment d'extensió del braç cap enrere i cap endins                                                                  |

### Músculs del braç i l'avantbraç
Alguns dels més importants són:
| Múscul                                          | Acció |
| ----------------------------------------------- | --- |
| Deltoide                                        | moviment lateral d'elevació del braç, el moviment cap endavant i cap enrere a més dels girs cap endins i cap enfora. |
| Coracobraquial                                  | moviment de flexió del braç pel colze i el gir de l'avantbraç                                                        |
| Tríceps                                         | extensió del braç pel colze                                                                                          |
| Braquial anterior                               | moviment de flexió del braç pel colze                                                                                |
| Supinador llarg o braquioradial                 | participa en el moviment de flexió del braç pel colze                                                                |
| Pronador rodó                                   | participa en el moviment de gir de l'avantbraç                                                                       |
| Palmar major o flexor radial del carp           | moviment de flexió del canell per a moure la mà vers el canell i vers el polze                                       |
| Flexor comú superficial dels dits               | moviment de flexió dels dits                                                                                         |
| Flexor comú profund dels dits                   | moviment de flexió dels dits                                                                                         |
| Flexor cubital anterior o flexor ulnar del carp | moviment de flexió del canell per a moure la mà cap al canell i lluny del polze                                      |
| Extensor comú dels dits                         | extensió dels dits de la mà                                                                                          |

### Músculs de la mà
Alguns dels més importants són:
| Múscul                   | Acció                                                  |
| ------------------------ | ------------------------------------------------------ |
| Abductor curt del polze  | flexió del polze                                       |
| Abductor del menovell    | moviment del menovell vers enfora                      |
| Flexor curt del polze    | flexió del polze                                       |
| Flexor curt del menovell | flexió del menovell                                    |
| Lumbricals               | moviment de flexió dels artells i l'extensió dels dits |
| Oponent del polze        | oposar el polze als altres dits                        |
| Oponent del menovell     | moviment del menovell vers endins                      |
| Adductor del polze       | moviment del polze vers endins                         |
| Interossis               | ajunten els dits                                       |

## Músculs de l'extremitat inferior

### Músculs de les natges i la cuixa
Alguns dels més importants són:
| Múscul                                       | Acció                                                         |
| -------------------------------------------- | ------------------------------------------------------------- |
| Gluti major                                  | extensió de la cuixa                                          |
| Gluti mitjà                                  | moviment vers enfora de la cuixa (abducció) i la seva rotació |
| Gluti menor                                  | moviment d'abducció i rotació de la cuixa                     |
| Tensor de la fascia lata                     | mantenir recte el genoll                                      |
| Psoes major                                  | flexió de la cuixa pel maluc                                  |
| Adductor major de la cuixa o tercer adductor | moviment de la cuixa vers el cos                              |
| Adductor mitjà de la cuixa o primer adductor | gir de la cuixa i el seu moviment vers endins                 |
| Pectini                                      | moviment de la cuixa amunt i vers endins del cos              |
| Recte intern de la cuixa                     | flexió del genoll i ajuntar les cuixes                        |
| Bíceps crural o femoral                      | extensió de la cuixa i la flexió de la cama                   |
| Quàdriceps crural o femoral                  | extensió del genoll i col·labora en la flexió del maluc       |
| Sartori                                      | flexió de la cuixa pel maluc i el seu gir vers enfora         |
| Semitendinós                                 | extensió de la cuixa pel maluc i la flexió pel genoll         |
| Semimembranós                                | extensió de la cuixa pel maluc i la flexió pel genoll         |

### Músculs de la cama
Alguns dels més importants són:
| Múscul                      | Acció                                                |
| --------------------------- | ---------------------------------------------------- |
| Peroneal lateral llarg      | extensió del turmell i mantenir horitzontal el peu   |
| Peroneal lateral curt       | abducció i rotació externa del peu                   |
| Gastrocnemi                 | flexió del genoll i del turmell                      |
| Soli                        | extensió del turmell                                 |
| Tibial anterior             | flexió del peu vers amunt                            |
| Extensor llarg dels dits    | flexió del peu pel turmell i l'extensió dels dits    |
| Extensor llarg del dit gros | flexió del peu pel turmell i l'extensió del dit gros |

### Músculs del peu
Alguns dels més importants són:
| Múscul                     | Acció                 |
| -------------------------- | --------------------- |
| Extensor comú dels dits    | extensió dels dits    |
| Extensor curt del dit gros | extensió del dit gros |
| Interossis plantars        | arronsar els dits     |
| Abductor del dit gros      | flexió del dit gros   |

## Teixit muscular

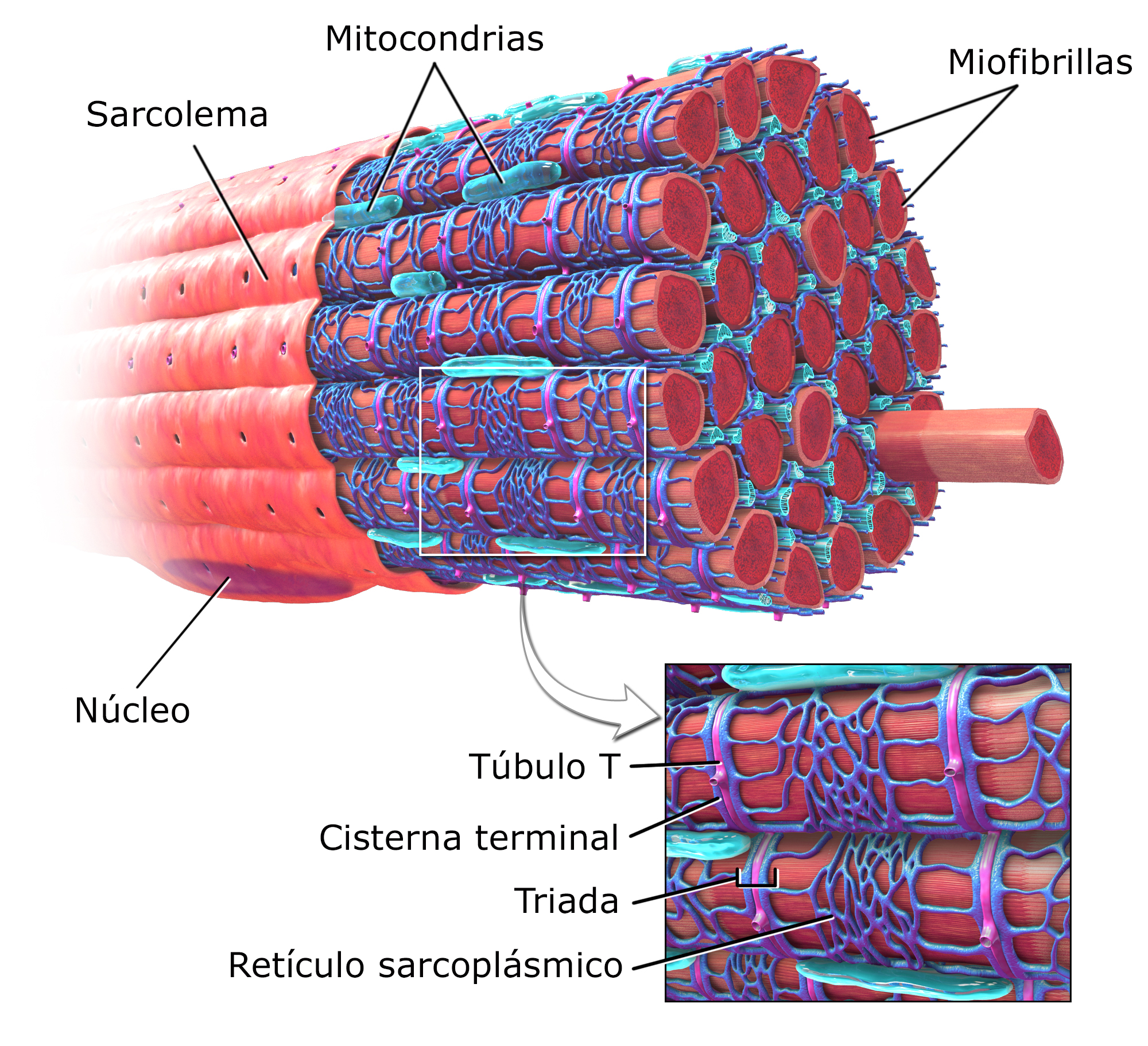
Estructura microscòpica d'una fibra de múscul esquelètic.

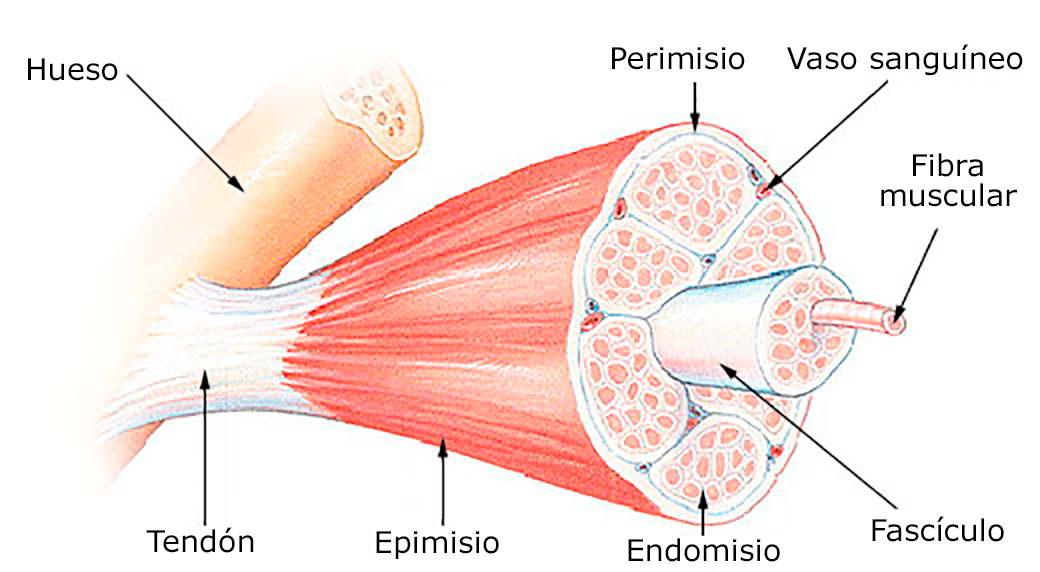
Estructura del múscul estriat.

Existeixen bàsicament tres tipus de teixit muscular: esquelètic, cardíac i llis. Tots tres presenten la propietat de la contractilitat per la qual les cèl·lules poden disminuir i augmentar la seva longitud, però difereixen per les seves característiques microscòpiques, localització i la forma en el fet que es regula la contracció que pot ser voluntària a través d'ordres generades en el lòbul frontal del cervell o involuntària, és a dir automàtica sense que intervingui la voluntat, tal com ocorre en el múscul cardíac o en la capa muscular que està situada en la paret de l'intestí.
El teixit muscular està format per cèl·lules anomenades miòcits i també té quatre propietats principals que ho diferencien de la resta dels teixits:
- Excitabilitat elèctrica. El teixit muscular rep impulsos elèctrics del sistema nerviós i respon als mateixos generant moviment.
- Contractilitat. Es defineix com la capacitat d'escurçament que genera una tensió anomenada força de contracció. Si la tensió produïda supera la resistència, es produeix un moviment que serà diferent depenent del lloc en el qual estigui situat el múscul.
- Extensibilitat. És la capacitat del múscul per a estendre's sense sofrir cap mal. Aquesta propietat pot apreciar-se clarament en la capa muscular de l'estómac que es distén considerablement quan l'estómac s'omple de menjar durant el procés de digestió.
- Elasticitat. Es refereix a la capacitat del teixit muscular per a tornar a la seva longitud original després del procés de contracció o després del seu estirament.

Si es compara el teixit muscular amb altres teixits com el teixit ossi que forma els ossos, pot comprendre's fàcilment la importància d'aquestes quatre propietats. El teixit ossi no és excitable elèctricament, tampoc té capacitat de contreure's o variar de forma. No és extensible, si sofreix un allargament es trenca provocant una fractura.

### Cèl·lules musculars

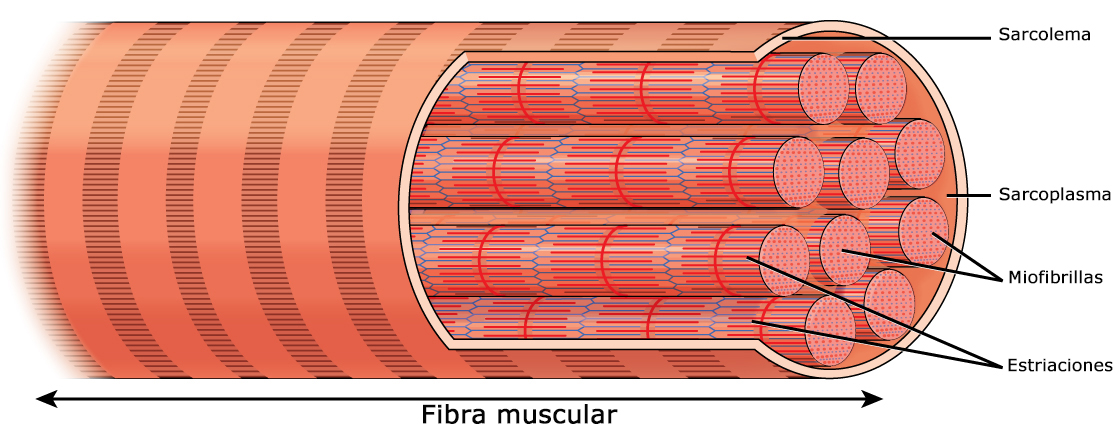
Fibra muscular.

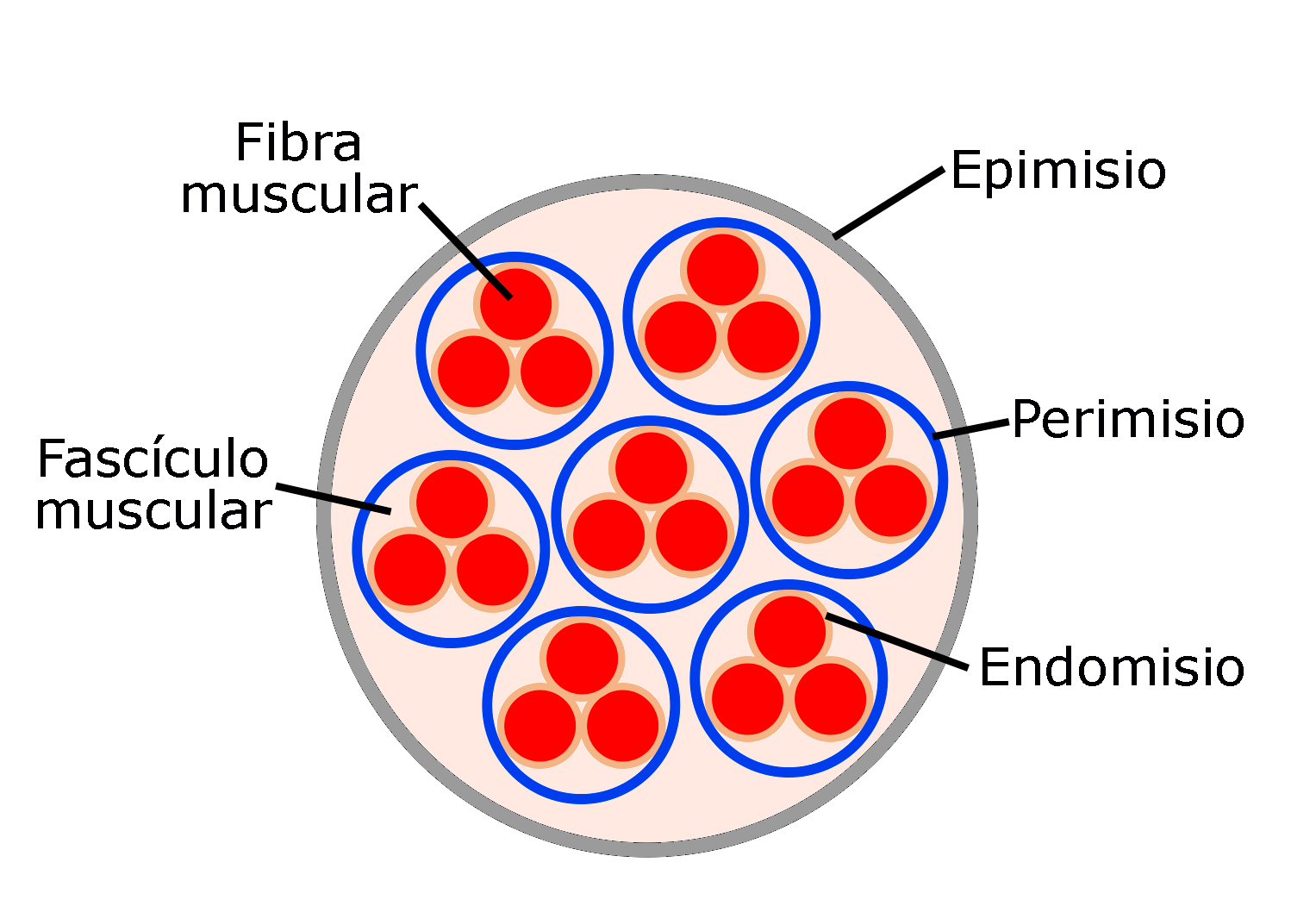
Esquema de la secció d'un múscul en el qual es visualitza l'endomisi, perimisi i epimisi.

Les cèl·lules que formen el teixit muscular es diuen miòcits o fibres musculars a causa de la seva forma allargada. Els miòcits del múscul estriat són molt llargs, tenen forma cilíndrica i estan multinucleats, és a dir cada cèl·lula conté diversos nuclis. Les fibres musculars individuals s'agrupen formant fascicles. Cada fibra està envoltada per una capa de teixit conjuntiu que es diu endomisi, mentre que el fascicle complet està embolicat en el perimisi. Diversos fascicles s'agrupen per a formar el múscul íntegre que està envoltat per l'epimisi.
Les fibres musculars posseeixen abundants filaments interns anomenats miofibril·les, que se situen paral·lelament al llarg de l'eix major de la cèl·lula i ocupen gairebé tota la massa cel·lular. Les miofibril·les de les fibres musculars llises són aparentment homogènies, però les del múscul estriat presenten zones de distinta refringència, a causa de la distribució dels components principals de les miofibril·les, les proteïnes miosina i actina.
La membrana que envolta la cèl·lula muscular es denomina sarcolema, mentre que el citoplasma es diu sarcoplasma. La regió en la qual es troben els filaments d'actina i miosina rep el nom de sarcòmer.

### Placa neuromuscular

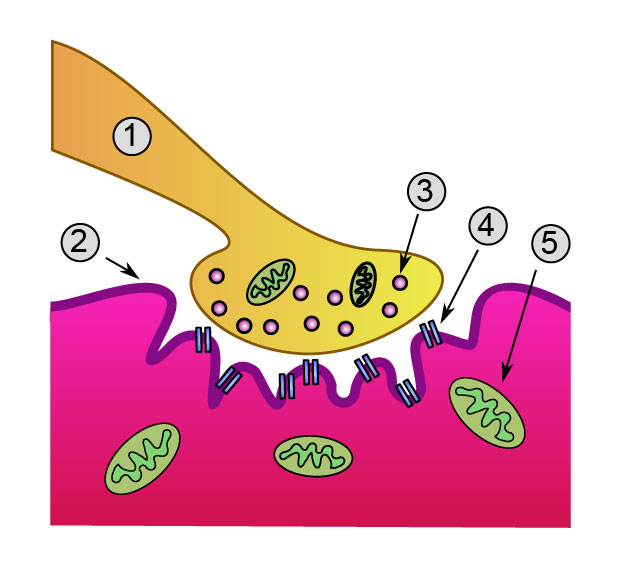
Esquema de la unió neuromuscular:1. Axó, 2.Sarcolema, 3.Vesícula sinàptica, 4.Receptor per a acetilcolina, 5. Mitocondri

La placa neuromuscular o unió neuromuscular és la connexió que s'estableix entre una neurona motora i un múscul, mitjançant la qual la neurona transmet impulsos elèctrics a la fibra muscular i aquesta es contreu. En la placa neuromuscular intervenen dues cèl·lules: la neurona motora (motoneurona) i la cèl·lula muscular (miòcit). Entre elles queda un espai que es diu esquerda sinàptica.
Quan un impuls nerviós (potencial d'acció) viatja a través de l'axó d'una neurona motora, aconsegueix al final del seu recorregut la regió que es coneix com a botó terminal, on allibera el neurotransmissor acetilcolina a l'esquerda sinàptica. L'acetilcolina s'uneix a la membrana de la cèl·lula muscular i fa que aquesta alteri el seu potencial de membrana (despolarització). La despolarització s'estén a través de tota la fibra i provoca la seva contracció que és la resposta final.
La despolarització de la membrana del miòcit es desencadena per l'obertura de canals de calci que permet al calci extracelul·lar penetrar en la cèl·lula muscular.

### Contractilitat
La contractilitat és la propietat que tenen les fibres musculars per a escurçar-se i fer-se més gruixudes. Això és possible perquè cada cèl·lula conté nombrosos filaments que estan formats de dues proteïnes diferents anomenades actina i miosina, tots dos tipus tenen aspecte diferent, els filaments d'actina són prims i de color clar, mentre que els de miosina són de color fosc i gruixos. S'alternen entre si que imbricats com quan s'entrellacen els dits de les mans.
Segons el model del filament lliscant, en situació de repòs la fibra muscular presenta un grau moderat de superposició entre els filaments d'actina i miosina, en estat de contracció la superposició augmenta, mentre que si es produeix una elongació muscular la superposició disminueix i pot arribar a ser nul.

Mecanisme de la contracció muscular per sarcòmers.

### To muscular
El concepte de to muscular descriu una tensió lleugera i constant en el múscul que es manifesta com a resistència quan s'intenta mobilitzar de manera passiva una articulació. Té una funció primordial en el manteniment de la postura, per exemple, per a romandre dempeus o assegut en un banc sense respatller. L'excés de to muscular es diu hipertonia, mentre que el seu descens és la hipotonia.
El manteniment d'una postura corporal determinada requereix una activitat contínua del sistema nerviós per a ajustar l'activitat de la musculatura del tronc i les extremitats, de tal forma que a cada moment el to muscular s'adapta a la situació de les articulacions i a l'existència de càrregues externes, per exemple quan es transporten objectes pesats.

### Tipus de fibres musculars
Les fibres dels músculs estriats poden classificar-se en diverses categories: tipus I, tipus II i tipus IIa.
- Tipus I. També dita fibres de contracció lenta o vermelles, són de diàmetre petit, estan irrigades per gran quantitat de vasos sanguinis i posseeixen en l'interior nombrosos mitocondris però molt poc glucogen. Funcionen principalment per a activitats que requereixen contraccions de poca intensitat però molt prolongades en el temps, per exemple el manteniment de la postura corporal.[12]
- Tipus II. També dites de contracció ràpida o blanques. Tenen característiques oposades a les fibres de tipus I, el diàmetre és major, estan poc vascularitzades, contenen pocs mitocondris i molt glucogen. L'organisme les utilitza principalment per a exercicis poc duradors en el temps, però d'intensitat alta. Són molt sensibles a la fatiga.[12]
- Tipus IIa. Tenen característiques intermèdies entre les de tipus I i tipus II. Depenent del tipus d'entrenament que realitzi una persona, poden transformar-se en fibres de tipus I, si predominen els exercicis de força prolongats, o en fibres de tipus II si en l'entrenament predominen exercicis que requereixin activitat muscular intensa però de curta durada, entre 30 segons i 2 minuts.[12]

## Malalties
A continuació se citen alguns dels trastorns més freqüents que poden afectar el sistema muscular.
- Esquinçament muscular: ruptura del teixit muscular.
- Espasme: contracció espasmòdica involuntària d'un o diversos músculs.
- Distròfia muscular: degeneració dels músculs esquelètics d'origen hereditari.
- Atròfia muscular: pèrdua o disminució del teixit muscular que pot obeir a nombroses causes.
- Hipertròfia muscular: creixement o desenvolupament anormal dels músculs.
- Poliomielitis: malaltia produïda per un virus, que actua sobre el sistema nerviós i ocasiona que els impulsos nerviosos no es transmetin, provocant atròfia muscular a les regions afectades.
- Miastènia greu: és un trastorn neuromuscular que caracteritza per una feblesa del teixit muscular, provocant entre altres símptomes ptosi palpebral.

## Miscel·lània
- El fisicoculturisme (del francès culturisme) és una disciplina utilitzada per al desenvolupament de les fibres musculars mitjançant la realització d'exercicis físics com l'aixecament de pesos.
- L'exercici físic fa que els músculs treballin i es desenvolupin, augmentant la seva força i volum, resistint millor a la fatiga.[13]